# Fußball-Verbandsliga Mecklenburg-Vorpommern 2023/24
Die Saison 2023/24 war die 33. Spielzeit der Verbandsliga Mecklenburg-Vorpommern und die sechzehnte als sechsthöchste Spielklasse im Fußball der Männer in Deutschland. Sie war die höchste Spielklasse in Mecklenburg-Vorpommern.
In dieser Saison sollte regulär der Meister in die Oberliga Nordost aufsteigen. In die Landesliga stiegen die zwei letztplatzierten Mannschaften ab. 

## Teilnehmende Mannschaften
Diese Mannschaften nahmen an der Verbandsliga Mecklenburg-Vorpommern 2023/24 teil:
- FSV Bentwisch
- Doberaner FC (N) ▲
- Greifswalder FC II
- Güstrower SC 09
- FSV Kühlungsborn
- Malchower SV
- 1. FC Neubrandenburg 04
- MSV Pampow (A) ▼
- SV Pastow
- FC Förderkader René Schneider Rostock
- SV Warnemünde
- FC Schönberg 95
- FC Mecklenburg Schwerin (A) ▼
- SV Siedenbollentin
- TSV 1860 Stralsund (N) ▲
- SpVgg Torgelow-Ueckermünde (Spielrecht-Übernahme von FSV Einheit Ueckermünde)

(A) – Absteiger aus der Oberliga Nordost 2022/23 

(N) – Aufsteiger aus der Landesliga 2022/23

## Saisonverlauf
Die Saison wurde am 18. August 2023 mit dem Spiel Doberaner FC gegen SV Warnemünde eröffnet, das der Aufsteiger aus Bad Doberan mit 4:0 gewann. In der Hinrunde dominierte zunächst die SpVgg Torgelow-Ueckermünde, ehe der Malchower SV am 15. Spieltag kurz die Tabellenführung übernahm und dort überwintert. Am Tabellenende hatte überwiegend der SV Warnemünde die rote Laterne inne, konnte sich am Spieltag vor der Winterpause, die am 18. Dezember 2023 begann, allerdings durch einen Sieg vor den TSV 1860 Stralsund setzen. 
Der erste Spieltag nach der Spielpause fand am 10. Februar 2024 statt. Im März 2024 reichten drei Vereine beim NOFV die Unterlagen für eine Oberliga-Lizenz ein, nicht darunter die dauerhaft an der Tabellenspitze stehende SpVgg Torgelow-Ueckermünde. Der 1. FC Neubrandenburg zog sein Aufstiegsinteresse Anfang Mai wieder zurück. Dem TSV 1860 Stralsund gelang es bis Saisonende nicht mehr, den letzten Platz zu verlassen und nach dem 26. Spieltag standen die Vorpommern als erster Absteiger fest. An der Tabellenspitze übernahm der Malchower SV nach dem 27. Spieltag erneut die Führung und wurde schließlich Meister. Der letzte Spieltag fand am 8. Juni 2024 statt. Da sich keine aufstiegswillige Mannschaft unter den ersten Dreien platzieren konnte, stieg keine Mannschaft in die Oberliga Nordost auf. Da keine Mannschaft aus der Oberliga abstieg, musste der Doberaner FC als Vorletzter ebenso absteigen.

## Statistik

### Tabelle
| Pl.               | Verein                        | Sp. | S  | U  | N  | Tore    | Diff. | Punkte |
| ----------------- | ----------------------------- | --- | -- | -- | -- | ------- | ----- | ------ |
| 1.                | Malchower SV                  | 30  | 24 | 5  | 1  | 094:260 | +68   | 77     |
| 2.                | SpVgg Torgelow-Ueckermünde    | 30  | 25 | 1  | 4  | 094:280 | +66   | 76     |
| 3.                | 1. FC Neubrandenburg          | 30  | 21 | 4  | 5  | 096:370 | +59   | 67     |
| 4.                | SV Siedenbollentin L          | 30  | 19 | 5  | 6  | 071:310 | +40   | 62     |
| 5.                | SV Pastow                     | 30  | 16 | 8  | 6  | 083:390 | +44   | 56     |
| 6.                | FSV Bentwisch (1)             | 30  | 17 | 3  | 10 | 071:590 | +12   | 48     |
| 7.                | MSV Pampow (A)                | 30  | 12 | 6  | 12 | 061:620 | −1    | 42     |
| 8.                | FC Mecklenburg Schwerin (A) L | 30  | 10 | 10 | 10 | 053:500 | +3    | 40     |
| 9.                | FC Förderkader René Schneider | 30  | 9  | 7  | 14 | 053:590 | −6    | 34     |
| 10.               | Greifswalder FC II            | 30  | 9  | 6  | 15 | 049:600 | −11   | 33     |
| 11.               | FC Schönberg 95               | 30  | 10 | 3  | 17 | 048:770 | −29   | 33     |
| 12.               | FSV Kühlungsborn              | 30  | 8  | 6  | 16 | 050:710 | −21   | 30     |
| 13.               | Güstrower SC 09               | 30  | 8  | 4  | 18 | 052:710 | −19   | 28     |
| 14.               | SV Warnemünde                 | 30  | 6  | 4  | 20 | 049:106 | −57   | 22     |
| 15.               | Doberaner FC (N)              | 30  | 6  | 4  | 20 | 045:103 | −58   | 22     |
| 16.               | TSV 1860 Stralsund (N)        | 30  | 1  | 2  | 27 | 036:132 | −96   | 05     |
| Stand: Saisonende |                               |     |    |    |    |         |       |        |

Platzierungskriterien: 1. Punkte – 2. Tordifferenz – 3. geschossene Tore

| (A) | Absteiger aus der Oberliga Nordost 2022/23 |
| (N) | Aufsteiger aus der Landesliga 2022/23      |

### Torschützenliste
|    | Spieler            | Verein               | Tore |
| -- | ------------------ | -------------------- | ---- |
| 1. | Fatlind Memaj      | 1. FC Neubrandenburg | 30   |
| 2. | Philipp Möller     | Malchower SV         | 24   |
| 3. | Tony-Glen Siegmund | SV Pastow            | 23   |